# 香川高等專門學校
香川高等專門學校（National Institute of Technology, Kagawa Collage），是一所位於日本香川縣的高等專門學校。

## 概要
日本国立高等專門學校之一。高川高等專門學校是位於日本香川縣的國立高等專門學校。前身是高松工業高等專門學校和詫問電波工業高等專門學校。前身設立於1949年。2009年兩所學校重組為香川高等專門學校。学校现设7个学科，機械工学科、電氣情報工学科、機械電子工学科、建設環境工学科、通信網路工学科、電子系統工学科、情報工学科

## 教育組織

### 本科（副學士課程）
- 高松校區
  - 機械工学科
  - 電氣情報工学科
  - 機械電子工学科
  - 建設環境工学科
- 詫間校區
  - 通信網路工学科
  - 電子系統工学科
  - 情報工学科

### 專攻科（學士課程）
- 創造工学專攻
- 電子情報通信工学專攻[3]

## 外部連結
- 香川高等專門學校 （页面存档备份，存于）